# 2MASS J09275741+6027464
2MASS J09275741+6027464 ist ein etwa 300 Lichtjahre von der Erde entfernter Brauner Zwerg im Sternbild Großer Wagen. Er wurde 2002 von Suzanne L. Hawley et al. entdeckt und gehört der Spektralklasse L1 an.